# Песочница (техника)

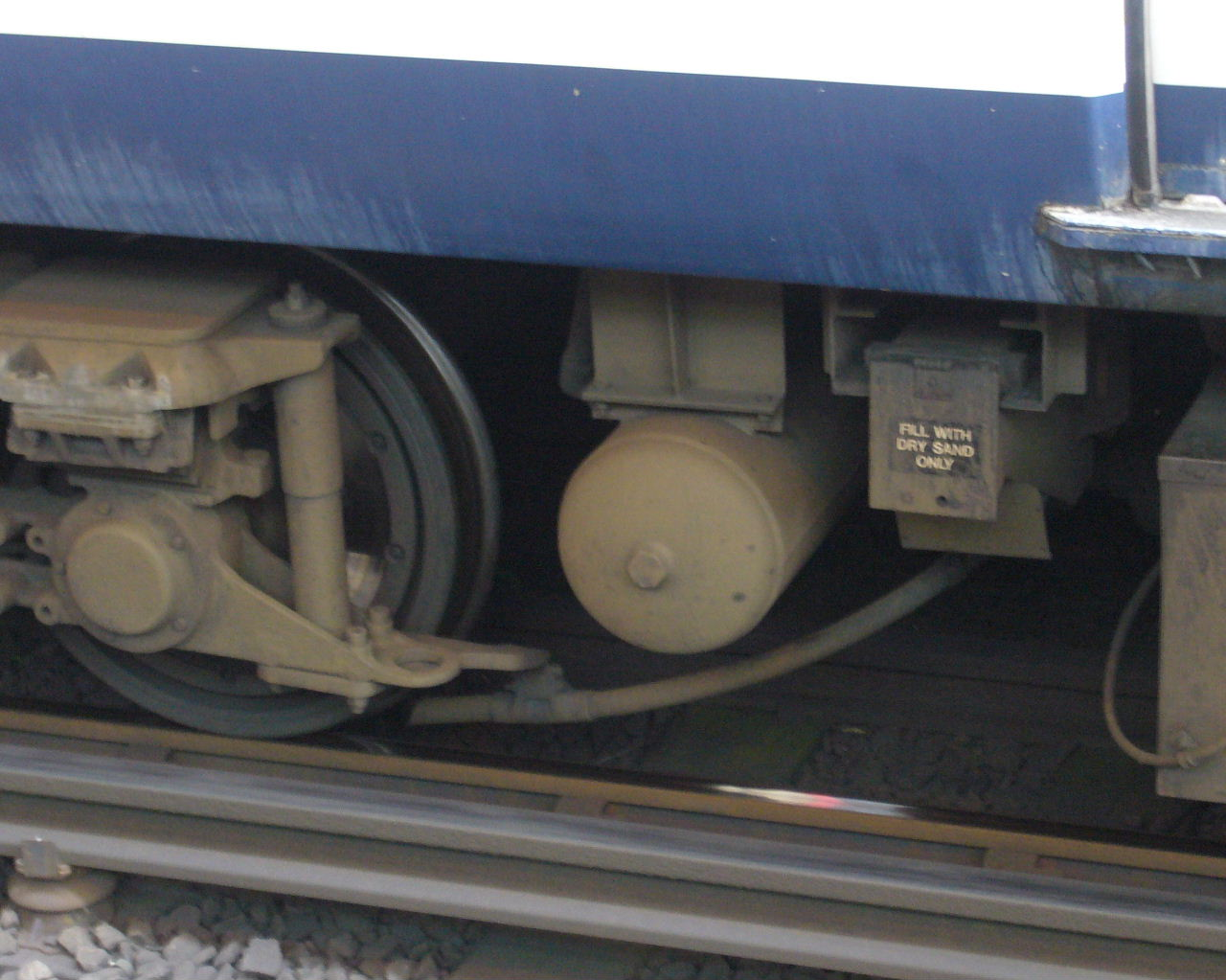
Подающая песок труба, установленная на тележке локомотива

Песочница — ёмкость с песком, устанавливаемая на тяговом подвижном составе (локомотив, трамвай и т. п.). Входит в состав пескоподающей системы, которая в свою очередь предназначена для подачи песка под движущие колёсные пары, тем самым повышая коэффициент сцепления колёс с рельсами, что в свою очередь позволяет увеличить силу трения и исключить боксование или юз.

## Описание
Сама идея повышения силы тяги локомотива путём посыпания рельсов песком появилась ещё на заре паровозостроения. Известен такой факт: на открытии движения по Николаевской железной дороге (Санкт-Петербург — Москва) один из подрядчиков решил «для красоты» покрасить чёрной краской рельсы на Веребьинском мосту. Когда императорский поезд заехал на мост, то случилось непредвиденное — паровоз забоксовал (подъём в этом месте составляет 8,2 ‰ — самый большой на всей магистрали). Выход из сложившейся ситуации нашёл машинист, который посыпал рельсы золой из котла, после чего паровоз сумел подняться на подъём.

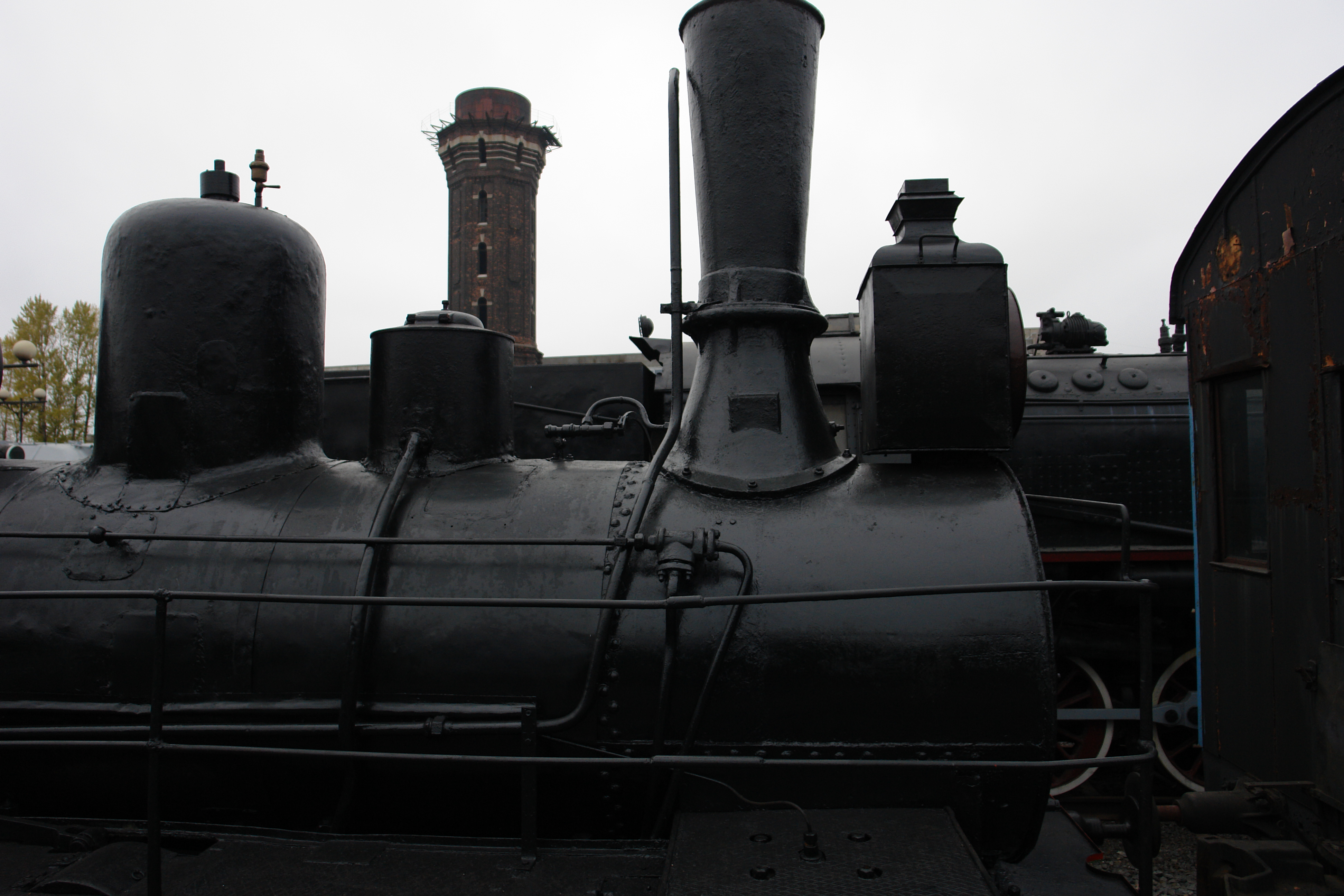
Передняя часть котла паровоза. Песочница установлена между дымовой трубой и сухопарником

Для подачи на рельсы используется сухой кварцевый песок. С помощью сжатого воздуха песок подаётся из песочницы в специальные форсунки, которые направляют струю песка в зону контакта колёс с рельсами. На паровозах одна или несколько песочниц устанавливались, как правило, в верхней части парового котла, на современных локомотивах — в специальных карманах кузова.
Подачу песка используют в случаях, когда необходимо увеличение силы тяги (при трогании поезда с места или при движении по крутому подъёму), реже — при торможении. В случае торможения до полной остановки подача песка не рекомендуется, особенно для одиночного локомотива, так как возникает вероятность того, что при остановке локомотива между колёсами и рельсами будет находиться слой песка (встать на песке), тем самым рельсовая цепь покажет свободность, и светофор, ограждающий данный путевой участок, может быть переключен на разрешающее показание при фактическом нахождении на нем поезда.